# Tallåsen (naturreservat)
Tallåsen är ett naturreservat i Avesta kommun i Dalarnas län.
Området är naturskyddat sedan 1971 och är 1 hektar stort. Reservatet består av 200 meter lång del av Möklintaåsen, som är täckt med tallar.